# Picos Faverio
Die Picos Faverio (in Argentinien Picos Goff) sind eine Gebirgsgruppe auf der Brabant-Insel im Palmer-Archipel westlich der Antarktischen Halbinsel. Sie ragen südwestlich des Mount Parry in den Stribog Mountains auf.
Chilenische Wissenschaftler benannten sie nach Enrique Faverio Moroni, Teilnehmer an der 8. Chilenischen Antarktisexpedition (1953–1954). Der Hintergrund der argentinischen Benennung ist nicht überliefert.